# مایکل بیبی
مایکل بیبی (انگلیسی: Mike Bibby؛ زادهٔ ۱۳ مهٔ ۱۹۷۸) بازیکن بسکتبال اهل ایالات متحده آمریکا است.
از باشگاه‌هایی که در آن بازی کرده‌است می‌توان به آتلانتا هاوکس، ساکرامنتو کینگز، نیویورک نیکس، واشینگتن ویزاردز، و میامی هیت اشاره کرد.
وی در مسابقات کشوری و بین‌المللی در مجموع برندهٔ ۱ مدال طلا شده‌است.